# Стаффорд, Ли
Ли Стаффорд (англ. Lee Stafford) — британский парикмахер, стилист. 
Родился в 1966 году в Эссексе. По линии матери имеет еврейские корни. С малых лет стриг всех подряд кухонными ножницами матери. 

## Карьера стилиста
Первую свою парикмахерскую открыл в 1984 году. Свой второй салон Geezers открыл в Офтоне (Шеффилд) в 1992 году. Его карьера началась в 1997 году, когда он выиграл титул британского мужского парикмахера года и получил признание. В 2000 году он открыл парикмахерский салон на Уордур-стрит, Лондон, Сохо. 
В 2001 году Стаффорд запустил собственную линию средств по уходу за волосами Lee Stafford. В 2007 году участвовал в телепрограмме  BBC серии Celebrity — Ножницы, где он обучал знаменитостей (Тамара Беквит, Стив Стрэндж) стричь волосы. Программа собрала деньги для благотворительной организации BBC «Дети в нужде». 

## Семья
Стаффорд женат на модели и звезде The Real Hustle Джессике-Джейн Клемент. Он отец троих детей, сын Ангел (род. 2014), дочери Элвис Энни-Джейн (род. 2016) и Шугар Мэй (род. 2017). 

## Награды
- Men’s British Hairdresser of the Year 1997—1998 — Британская награда мужской мастер года 1997—1998
- Most Influential Hairdresser of the Year 2001 — Парикмахер, оказывающий наибольшее влияние в 2001 году
- Best British Hairdresser of 2004 — Лучший парикмахер 2004 года
- National Hairdressing Federation Celebrity Hairdresser Of The Year 2006, 2007 — Лучший звездный парикмахер в 2006 и 2007 годах